# Ligase
Ligasen (lateinisch ligare ‚verbinden‘, ‚verketten‘) sind Enzyme der sechsten Enzymklasse laut der systematischen Nomenklatur der Enzymkommission der International Union of Biochemistry (IUB), die das Verknüpfen zweier Moleküle durch eine kovalente Bindung katalysieren.
Dazu benötigen sie Energie, die aus der Spaltung energiereicher Nukleosidtriphosphate (NTP) wie Adenosintriphosphat (ATP) stammt. Dabei werden ein oder zwei Phosphatreste (P) des Nukleotids abgespalten. Auch andere Moleküle wie Nicotinamidadenindinukleotid (NAD) können als Energielieferant dienen. Da diese durch ATP-Spaltung regeneriert werden können, gelten die dadurch mit Energie belieferten Enzyme ebenfalls als Ligasen.
Schematisch verläuft die Ligase-Reaktion folgendermaßen ab (M1, M2 sind die zu verbindenden Moleküle):
{\displaystyle \mathrm {M_{1}+M_{2}+NTP\longrightarrow M_{1}{\mathord {-}}M_{2}+NDP+P\ oder\ M_{1}{\mathord {-}}M_{2}+NMP+2\ P} }

## Klassifikation
Ligasen sind im EC-Nummern-Klassifikationssystem unter EC 6.-.-.- kategorisiert. Die zweite Stelle definiert die genauere Art der Verknüpfung:
- EC 6.1.-.- Verknüpfung von Kohlenstoff und Sauerstoff
- EC 6.2.-.- Verknüpfung von Kohlenstoff und Schwefel
- EC 6.3.-.- Verknüpfung von Kohlenstoff und Stickstoff
- EC 6.4.-.- Verknüpfung zweier Kohlenstoffatome
- EC 6.5.-.- Bildung eines Phosphoresters
- EC 6.6.-.- Bildung einer Stickstoff-Metallatom-Bindung

## Bedeutende Gruppen
Eine spezielle Untergruppe der Ligasen sind die DNA-Ligasen, oft auch verkürzt Ligasen genannt. DNA-Ligasen verknüpfen (ligieren) zwei DNA-Stränge, indem eine Phosphodiesterbindung hergestellt wird. Somit gehören DNA-Ligasen in die Klasse 6.5.
Eine andere in der Biochemie bedeutende Gruppe der Ligasen sind die Carboxylasen. Diese Enzyme lagern Kohlenstoffdioxid in Form von Karbonationen an andere Moleküle (EC 6.4.1.), beispielsweise die Pyruvatcarboxylase.
Eine weitere biologisch wichtige Gruppe der Ligasen stellen die Aminoacyl-tRNA-Synthetasen dar. Diese Enzyme beladen unter ATP-Verbrauch je eine tRNA mit ihrer spezifischen Aminosäure in Carbonsäureesterbindung und gehören damit zur Klasse 6.1.
Die ältere Bezeichnung Synthetase wird noch häufig synonym gebraucht für Ligasen, die begleitend ATP verbrauchen. Synthetasen sollten nicht mit Synthasen verwechselt werden, die keine zusätzliche Energie für die Additionsreaktion benötigen.

## Andere Enzymklassen
- Oxidoreduktasen (EC 1.-.-.-)
- Transferasen (EC 2.-.-.-)
- Hydrolasen (EC 3.-.-.-)
- Lyasen (EC 4.-.-.-)
- Isomerasen (EC 5.-.-.-)
- Translokasen (EC 7.-.-.-)